# L'Enfant tombé de nulle part
L'Enfant tombé de nulle part (titre original : Changeling) est un roman de fantasy écrit par l'écrivain américain Roger Zelazny en 1980. Il est le premier volume du cycle L'Enfant de nulle part qui en comprend deux, le second étant Franc-sorcier.

## Intrigue
Dans un monde médiéval, l'affrontement entre les sorciers Mor et son fils Det tourne à l'avantage du premier. Après avoir tué son fils puis endormi son armée grâce à des sortilèges puissants, il ne peut se résoudre à tuer son petit-fils Pol qui n'est alors qu'un bébé. Il décide néanmoins de l'éloigner de ce monde : il se rend pour cela dans un monde parallèle où la science est reine pour réaliser un échange entre son petit-fils et un bébé pris au hasard. Vingt ans plus tard, ce bébé, devenu un jeune adulte nommé Mark Marakas, est en totale inadaptation avec ce monde médiéval qui ne comprend ni n'accepte ses nombreuses inventions. Mor, mis au courant de ce problème par Nora, amie d'enfance de Mark, va essayer de rétablir l'ordre normal des choses par crainte des conséquences que cela pourrait avoir. Il se rend dans le monde de naissance de Mark pour trouver Pol mais, exténué, il mourra juste après lui avoir expliqué la situation et comment revenir dans son monde natal. L'affrontement entre Pol et Mark semble alors inévitable...

## Personnages
- Pol Fils-de-Det, comme son nom l'indique, il est le fils du sorcier Det qui fut tué par son propre père Mor après qu'il eut apporté mort et haine à travers tout le pays. Échangé peu après sa naissance avec Mark, il retourne une fois adulte dans son monde médiéval natal où il essaiera de reconstituer la baguette magique ayant naguère appartenu à son père.
- Mark Marakas, fils d'un homme doué pour les inventions en tout genre dans un monde moderne, il est amené dès son plus jeune âge dans un monde médiéval où ses talents pour l'invention se heurteront sans cesse à l'obscurantisme de ses contemporains.
- Nora Vail, amie d'enfance de Mark dont elle tombe amoureuse à son adolescence, elle va être confronté à son caractère buté et intransigeant et va se trouver prise au cœur de l'affrontement entre Mark et Pol.
- Gant-de-Souris, voleur rencontré par Pol à son retour dans le château de son père, il aidera ce dernier, parfois contre son gré, dans sa quête pour retrouver les trois morceaux de la baguette magique de son père.